# Kleinsölk
Kleinsölk är en ort i kommunen Sölk i distriktet Liezen i förbundslandet Steiermark i Österrike. Kleinsölk var tidigare en självständig kommun, men blev den 1 januari 2015 en del av den nybildade kommunen Sölk.